# Rhyacia radicea
Rhyacia radicea är en fjärilsart som beskrevs av Eugen Johann Christoph Esper 1789. Rhyacia radicea ingår i släktet Rhyacia och familjen nattflyn. Inga underarter finns listade.